# Čava
Čava (nemško Tschau) je naselje v Občini Podklošter v Okraju Beljak-dežela na Koroškem v Avstriji.